# Compañía del África del Sudoeste

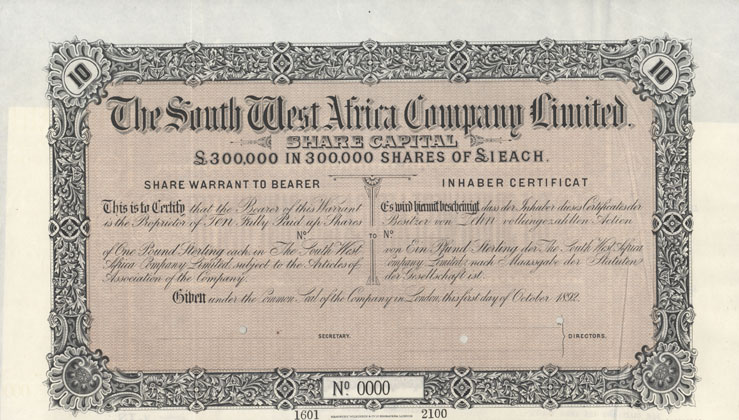
Documento de capital social de la Compañía del África del Sudoeste, del 1 de octubre de 1892.

La Compañía del África del Sudoeste (en alemán: Südwestafrikanische Gesellschaft) era una compañía mayoritaria de propiedad y control británica establecida bajo la ley inglesa el 18 de agosto de 1892 en el África del Sudoeste Alemana, en la actual Namibia. La compañía tenía su sede en Londres y tenía una oficina de representación en Berlín.

## Historia
África del Sudoeste fue la colonia de asentamientos más importante del entonces Imperio alemán. A pesar de esto, a principios de la década de 1890, la Sociedad Colonial Alemana para el Sudoeste de África luchó para asegurar el apoyo de los inversores alemanes, que mostraron poco interés en el desarrollo de la región. Como resultado, un sindicato con sede en Hamburgo formó la Südwestafrikanische Gesellschaft como una empresa conjunta entre accionistas británicos y alemanes. Sus estatutos requerían que la junta tuviera al menos tres miembros alemanes. En la práctica, la mayoría de los miembros eran alemanes. Sobre la base de una decisión tomada el 2 de marzo de 1900, la empresa tuvo que someterse a la supervisión del Reichskanzler alemán.
El 3 de agosto de 1892, la compañía adquirió la concesión de Damaraland, que incluía 13.000 kilómetros cuadrados de tierra y un monopolio sobre la minería en la región. A cambio, la compañía emprendió la construcción de un ferrocarril desde Swakopmund hasta las minas de Otavi. Los agentes de la compañía emprendieron varias expediciones para investigar sus territorios recién adquiridos, determinar su valor económico y considerar la ruta de la línea ferroviaria proyectada.
Después de la epidemia de peste bovina de 1897, la Compañía renunció a su monopolio sobre la construcción de ferrocarriles en la región. Había adquirido una participación sustancial en otras empresas que operaban allí: la Compañía Hanseática de Agricultura, Minería y Comercio; la Kaokoland and Mining Company; la Damara and Namaqua Trading Company; y la Otavi Mining and Railway Company.
Después de la Primera Guerra Mundial, Alemania perdió sus colonias, incluida África del Sudoeste, aunque la Compañía de África del Sudoeste continuó comerciando.